# Музей народного искусства Эбби Олдрич Рокфеллер
Музей народного искусства Эбби Олдрич Рокфеллер (англ. Abby Aldrich Rockefeller Folk Art Museum, сокр. AARFAM) — первый в Соединенных Штатах и старейший в мире постоянно действующий музей, посвященный американскому народному искусству.
Расположенный недалеко от Колониального Уильямсберга, штат Виргиния, музей был основан Эбби Олдрич Рокфеллер на пожертвования её вдовца Джона Рокфеллера-младшего.

## История
Собрав существенное количество произведений американского народного искусства, меценат Эбби Олдрич Рокфеллер анонимно передала часть своей коллекции на выставку American Folk Art: The Art of the Common Man in America, 1750—1900 в Музей современного искусства, которая проходила с 30 ноября 1932 года по 14 января 1933 года в Нью-Йорке. Позже выставка посетила шесть крупных городов США. В 1935 году она одолжила часть своей коллекции для Ludwell-Paradise House в Уильямсберге. Четыре года спустя Эбби Рокфеллер пожертвовала эту коллекцию Колониальному Уильямсбергу, где она оставалась в этом же здании до 1956 года.
Рокфеллеры решили создать новое место для коллекции, исследование и каталогизацию которой провела Нина Литтл. Коллекция народного искусства Эбби Олдрич Рокфеллер открылась в мае 1957 года в новом двухэтажном специально построенном кирпичном здании эпохи возрождения в георгианском с красивым овальным садом. А Ludwell-Paradise House стал частной резиденцией Рокфеллеров. В 1992 году музей открыл одноэтажную кирпичную пристройку площадью 19 000 квадратных футов с прилегающим садом фонтанов, спроектированные архитектурной фирмой Roche-Dinkeloo.
В 2007 году музей Эбби Олдрич Рокфеллер расположился вместе с Музеем декоративного искусства ДеВитта Уоллеса, обе коллекции сохранили известны как Художественные музеи колониального Уильямсберга (Art Museums of Colonial Williamsburg).

## Коллекция
424 объекта, собранные Эбби Рокфеллер между 1929 и 1942 годами, остаются ядром музейной коллекции, которая в настоящее время содержит более 3000 предметов. В музее представлены произведения портретной живописи, народного искусства Юга США и афроамериканцев — скульптура, фрактур и текстиль. Здесь находятся работы известных художников: Эдди Арнинга, Эрастуса Филда, Эдварда Хикса, Льюиса Миллера, Альберта Хоффмана, Луиса Бахина, Эмми Филлипса и других.

Некоторые картины
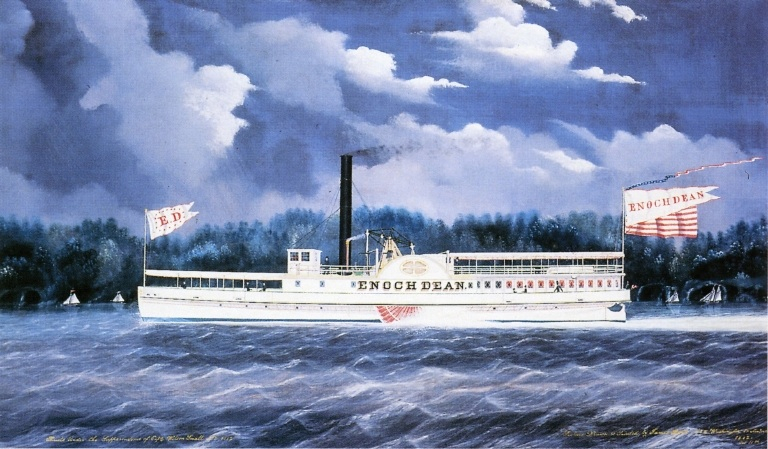
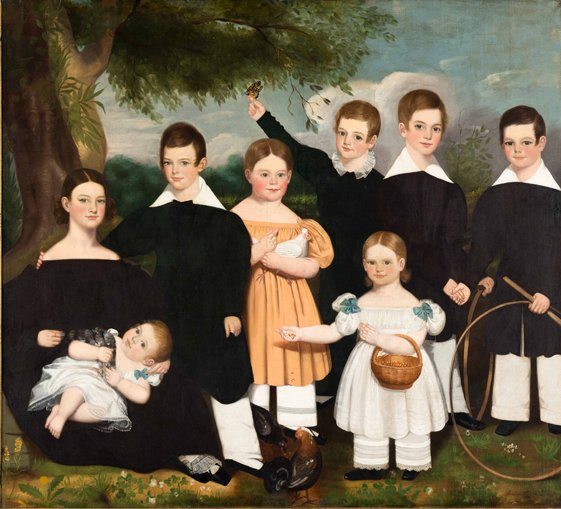
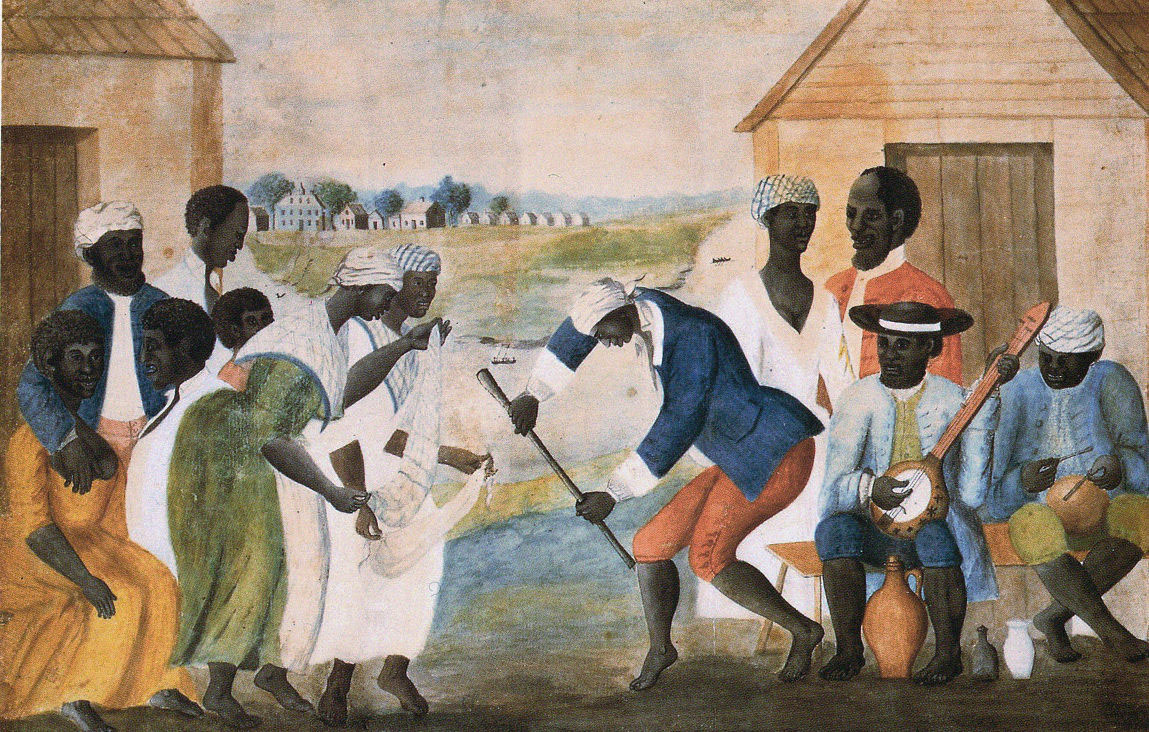